# Cité de Lisburn
La cité de Lisburn (Lisburn City en anglais et Cathair Lios na gCearrbhach en gaélique d’Irlande), officiellement appelée Lisburn (Lios na gCearrbhach en gaélique d’Irlande), est un ancien district de gouvernement local d’Irlande-du-Nord.
Créé en octobre 1973, il fusionne avec le borough de Castlereagh en mars 2015 pour créer un autre district de gouvernement local, Lisburn and Castlereagh.

## Géographie
Le district est situé dans les comtés d’Antrim et de Down.

## Histoire
Un district de gouvernement local (local government district en anglais) du nom de Lisburn est créé le 17 juillet 1972 par le Local Government (Boundaries) Order (Northern Ireland) du 20 juin 1972. Les institutions du district entrent en vigueur à compter du 1er octobre 1973 au sens du Local Government Act (Northern Ireland) du 23 mars 1972.
Par délibération du conseil du district du 20 août 1973, le district de Lisburn relève la charte de la corporation du borough de Lisburn. Il devient donc, à compter du 1er octobre, le borough de Lisburn,.
Le borough de Lisburn reçoit le statut de cité par lettres patentes du 14 mai 2002,. Après la rencontre générale annuelle du conseil du borough du 27 juin 2002, un décret daté du même jour change sa dénomination en « cité de Lisburn » (Lisburn City) à compter du 8 août suivant.
La majeure partie du territoire du borough de Castlereagh et la cité de Lisburn sont réunis par le Local Government (Boundaries) Act (Northern Ireland) du 23 mai 2008. Le borough résultant de la fusion des anciens districts, Lisburn and Castlereagh, est créé à compter du 1er avril 2015 par le Local Government (Boundaries) Order (Northern Ireland) du 30 novembre 2012.

## Administration

### Conseil
Le Lisburn City Council, littéralement, le « conseil de la cité de Lisburn », est l’assemblée délibérante de la cité de Lisburn, composée de 23 (1973-1985), puis de 28 membres (1985-2015), appelés les conseillers (councillors).
Un maire (mayor) et un vice-maire (deputy mayor) sont élus parmi les conseillers à l’occasion de chaque réunion générale annuelle du conseil de la cité.

### Circonscriptions électorales
Le district de gouvernement local est divisé en autant de sections électorales (wards en anglais) que de conseillers. Celles-ci sont distribuées par zone électorale de district (district electoral area).
| Zone                           | 1973-1985,                                                  | 1985-1993,                                                                                | 1993-2015                                                                                      |
| ------------------------------ | ----------------------------------------------------------- | ----------------------------------------------------------------------------------------- | ---------------------------------------------------------------------------------------------- |
| Première zone et ses sections  | A (4 sièges)                                                | Downshire (7 sièges)                                                                      | Downshire (5 sièges)                                                                           |
| Première zone et ses sections  | - Glenavy - Magheragall - Moira - Tullyrusk                 | - Ballymacbrennan - Blaris - Dromara - Drumbo - Hillhall - Hillsborough - Maze            | - Ballymacbrennan - Dromara - Drumbo - Hillsborough - Maze                                     |
| Deuxième zone et ses sections  | B (5 sièges)                                                | Dunmurry Cross (7 sièges)                                                                 | Dunmurry Cross (7 sièges)                                                                      |
| Deuxième zone et ses sections  | - Ballymacbrennan - Dromara - Drumbo - Hillsborough - Maze  | - Collin Glen - Derryaghy - Dunmurry - Kilwee - Lambeg - Seymour Hill - Twinbrook         | - Collin Glen - Derryaghy - Dunmurry - Kilwee - Poleglass - Seymour Hill - Twinbrook           |
| Troisième zone et ses sections | C (5 sièges)                                                | Killultagh (7 sièges)                                                                     | Killultagh (5 sièges)                                                                          |
| Troisième zone et ses sections | - Blaris - Hillhall - Knockmore - Lagan Valley - Old Warren | - Ballymacash - Ballymacoss - Glenavy - Knockmore - Lisnagarvy - Magheragall - Moira      | - Ballinderry - Glenavy - Knockmore - Maghaberry - Moira                                       |
| Quatrième zone et ses sections | D (5 sièges)                                                | Lisburn Town (7 sièges)                                                                   | Lisburn Town North (7 sièges)                                                                  |
| Quatrième zone et ses sections | - Hilden - Lambeg - Lisnagarvey - Magheralave - Tonagh      | - Harmony Hill - Hilden - Lagan Valley - Magheralave - Old Warren - Tonagh - Wallace Park | - Ballymacash - Ballymacoss - Harmony Hill - Lambeg - Lisnagarvey - Magheralave - Wallace Park |
| Quatrième zone et ses sections | E (4 sièges)                                                |                                                                                           | Lisburn Town South (6 sièges)                                                                  |
| Quatrième zone et ses sections | - Collin - Derryaghy - Dunmurry - Seymour Hill              | - Blaris - Hilden - Hillhall - Lagan Valley - Old Warren - Tonagh                         |                                                                                                |